# Slaak
De vaargeul Slaak is een betonde vaargeul in de provincie Zeeland, noord van het eiland Sint Philipsland. Het Slaak loopt vanaf het knooppunt van de vaargeulen Mastgat, Krammer en de Zuidelijke voorhaven van de Grevelingensluis samenkomen, naar een punt ongeveer 3 km oostwaarts. Daar is het water afgesloten door de Philipsdam.
Het water is zout en heeft getij.
De vaargeul Slaak is te gebruiken voor schepen tot en met CEMT-klasse II.
Het Slaak is onderdeel van het Nationaal Park Oosterschelde en valt binnen het Natura 2000-gebied Oosterschelde.

## Geschiedenis
In 1631 werd in de directe omgeving de zeeslag Slag op het Slaak gevoerd.